# ناصر المؤمن
 ناصر المؤمن  (21 يناير 1959-)ممثل ومؤلف ومخرج قطري

## عن حياته
بدا حياته الفنية بالانضمام لفرقة مسرح الاضواء عام 1979 وشارك في مسرحية منصور قاهر العملاقين والتي هي أول مسرحية قطرية موجهه للأطفال ثم توالت الأعمال المسرحية والتلفزيونية والإذاعية وبالإضافة لكونة ممثل فقد قام بتأليف وإخراج العديد من المسرحيات والمسلسلات الإذاعية.

## أعماله

### المسلسلات التلفزيونية
- بنات الفريج
- الناس الطيبين
- 29 سالفة وسالفة
- البيت الكبير
- مركب الهند
- أيام العمر
- آه منك
- الوريث
- حلم شهريار
- السر في بير
- نأسف لهذا الخلل
- حكايات شعبية
- جدار الصمت

### المسرحيات
- منصور قاهر العملاقين
- طبيب رغم انفة
- رحلة حنظلة
- حسن وفرارة الخير
- بانتومايم
- الصانع الأول
- وحوش ماتحوش
- شرباكة
- مافي هالبلد الاهالولد
- البوشية
- قالت شهرزاد
- شمس وقمر 2014

### البرامج الإذاعية
لديه الكثير من البرامج الإذاعية من برامج شعبيه ومنوعه واخرج البرنامج الإذاعي القطري الشهير وطني الحبيب صباح الخير.

### المسلسلات الإذاعية
- البيت العتيق
- عصافير الفجر
- هضايم الوقت
- درب المحبة
- سعيد ولكن
- كاتب المكتوب
- العائلة والطوفان
- مسعود والكمبيوتر
- عزوبي يبحث عن زوجة
- لاطبنا ولاغدى الشر
- سباعية المجرم المجهول أول سباعية كتبها للإذاعة
- ليل وسراي تأليف وإخراج وتمثيل 2013

## الأفلام
- فيلم عقارب الساعة للمخرج خليفة المريخي

## روابط خارجية
- ناصر المؤمن على موقع قاعدة بيانات الأفلام العربية